# Biserica „Sf. Ilie” - Pipera-Tătăranu
Biserica „Sf. Ilie” - Pipera-Tătăranu este un monument istoric aflat pe teritoriul cartier Pipera, orașului Voluntari.
Biserică de mici dimensiuni, cu plan în formă de cruce, cu altar, naos și pronaos și pridvor închis. O singură turlă deasupra naosului și acoperiș din tablă galvanizată. Frescă în interior, catapeteasmă din lemn cu icoane aplicate, zidul 70 cm. grosime. Crăpături superficiale, mici porțiuni de tencuială lipsă, pictura foarte înnegrită de fum. Icoane vechi - 1895, 1911. Are dimensiunile in plan de cca 14,50 X 4,25, iar inaltimea maxima este de 11,80 m. Este o constructie pe parter si se compune dintr-un pridvor cu arcade sustinute de stalpi de caramida. Initial arcadele au fost deschise, acum sunt inchise cu ferestre simple de lemn, un pronaos patrat acoperit cu o cupola sferica. Pronaosul este separat de naos printr-un perete in care este taiat un gol marginit de doua coloane incastrate in urechile de zidarie. Naosul prezinta o largime prin doua abside laterale acoperite cu bolti sferice. El este suprainaltat cu o turla cilindrica rezemata pe patru arce plin centru prin intermediul  unor pandativi. Altarul este dreptungiular terminat cu o absida acoperita cu o semibolta sferica.